# 213号马里兰州州道
213号马里兰州州道（英語：Maryland Route 213，MD 213）是美国马里兰州东岸的一条长约68.25-英里（109.84-）的州级公路，南起安妮女王縣怀米尔斯的662号马里兰州州道（MD662），北至宾夕法尼亚州边界上的塞西尔县，与841号宾夕法尼亚州州道（PA 841）贯通，为双向两车道公路。沿途经过的城镇有申特維、切斯特頓、切萨皮克城和埃尔克顿，在以切萨皮克城切萨皮克城大桥跨过切萨皮克-特拉华运河，部分路段被列入美國風景道路。